# عابد عناني
عابد عناني ممثل ومخرج بالمسرح القومي المصري. تخرج من المعهد العالي للفنون المسرحية 2008 قسم التمثيل والإخراج قام بالتمثيل في من المسرحيات ونال عدة جوائز كأفضل ممثل بمهرجان المسرح المصري ومهرجان نقابة المهن التمثيلية، وقدمه نور الشريف ضمن الوجوه الجديدة التي قدمها عام 2009 بمسلسل متخافوش وعمل معه أيضًا بمسلسل عرفة البحر وفيلم بتوقيت القاهرة.[بحاجة لمصدر]

## أعماله

### السينما
- تسعة (فيلم)
- فارس (فيلم)

### التلفزيون
- فى يوم وليلة (مسلسل)
- الطاووس (مسلسل)
- بيت فرح
- فوق مستوى الشبهات
- تيتا زوزو
- برغم القانون
- محارب
- البيت بيتي الجزء الاول
- البيت بيتي الجزء الثاني
- وجوه (وش تالت) وجوه (ميتافيرس)
- ضرب نار (ضيف شرف)
- جودر
- الحشاشين
- عرفه البحر
- متخافوش

### المسرح
- تاجر البندقية
- روميو وجوليت

## وصلات خارجية
- عابد عناني على موقع قاعدة بيانات الأفلام العربية
- عابد عناني على موقع قاعدة بيانات الفيلم (الإنجليزية)
- عابد عناني على موقع ليتربوكسد (الإنجليزية)